# Infest (гурт)
Infest — американський хардкор-панк-гурт, створений Джо Денунціо, Меттом Доміно, Дейвом Рінґом та Крісом Кліфтом у вересні 1986 року. Обкладинки альбомів гурту містять зображення політичного характеру, що описують реалії війни та бідності. Гурт розпався в 1996 році, зігравши лише кілька концертів за межами Каліфорнії.

## Дискографія
- Infest (демо, 1987)
- Infest (мініальбом, 1988)
- Slave (LP, 1988)
- Split 8" разом із Pissed Happy Children (Slap-a-Ham, 1989)
- Mankind (7", 1991)
- KXLU (12", лайв-альбом, 2001)
- No Man's Slave (LP, 2002)
- Days Turn Black (7", 2013)